# Pigmentiphaga litoralis
Pigmentiphaga litoralis es una bacteria gramnegativa del género Pigmentiphaga. Fue descrita en el año 2009. Su etimología hace referencia a litoral, al lado del mar. Es anaerobia facultativa e inmóvil. Tiene un tamaño de 0,5-0,8 μm de ancho por 1-2,5 μm de largo. Catalasa y oxidasa positivas. Forma colonias convexas, brillantes, con márgenes circulares o irregulares y amarillas en agar TSA tras 3 días de incubación. Temperatura de crecimiento entre 4-35 °C, óptima de 25-30 °C. Tiene un contenido de G+C de 65,5%. Se ha aislado de sedimentos de salmuera en una mina de sal en la isla Naozhou, China.